# Шућурићи (Ново Горажде)
Шућурићи су насељено мјесто у општини Ново Горажде, Република Српска, БиХ. Према попису становништва из 2013. насеље више нема становника.

## Историја
Прије рата у БиХ, насеље се у потпуности налазило у саставу предратне општине Горажде. Послије потписивања Дејтонског споразума, дио његове територије улази у састав Републике Српске.

## Становништво
Према званичним пописима, Шућурићи су имали сљедећи етнички састав становништва:
| Националност | 1991.       | 1981.        | 1971.        |
| Муслимани    | 89 (100,0%) | 115 (100,0%) | 114 (98,28%) |
| остали       | 0           | 0            | 2 (1,724%)   |
| Укупно       | 89          | 115          | 116          |

| Демографија | Демографија | Демографија |
| Година      | Становника  | Становника  |
| ----------- | ----------- | ----------- |
| 1971.       | 116         |             |
| 1981.       | 115         |             |
| 1991.       | 89          |             |
| 2013.       | 0           |             |